# Pamphile (platonicien)
Pour les articles homonymes, voir Pamphile.
Pamphile (grec moderne : Πάμφιλος), est un philosophe grec du IVe siècle av. J.-C. Platonicien, il était l'un des professeurs d'Épicure.
Selon Diogène Laërce, il était originaire de l'île grecque de Samos, où il enseignait.